# Olszowa (Groot-Polen)
Olszowa is een plaats in het Poolse district  Kępiński, woiwodschap Groot-Polen. De plaats maakt deel uit van de gemeente Kępno en telt 1000 inwoners.

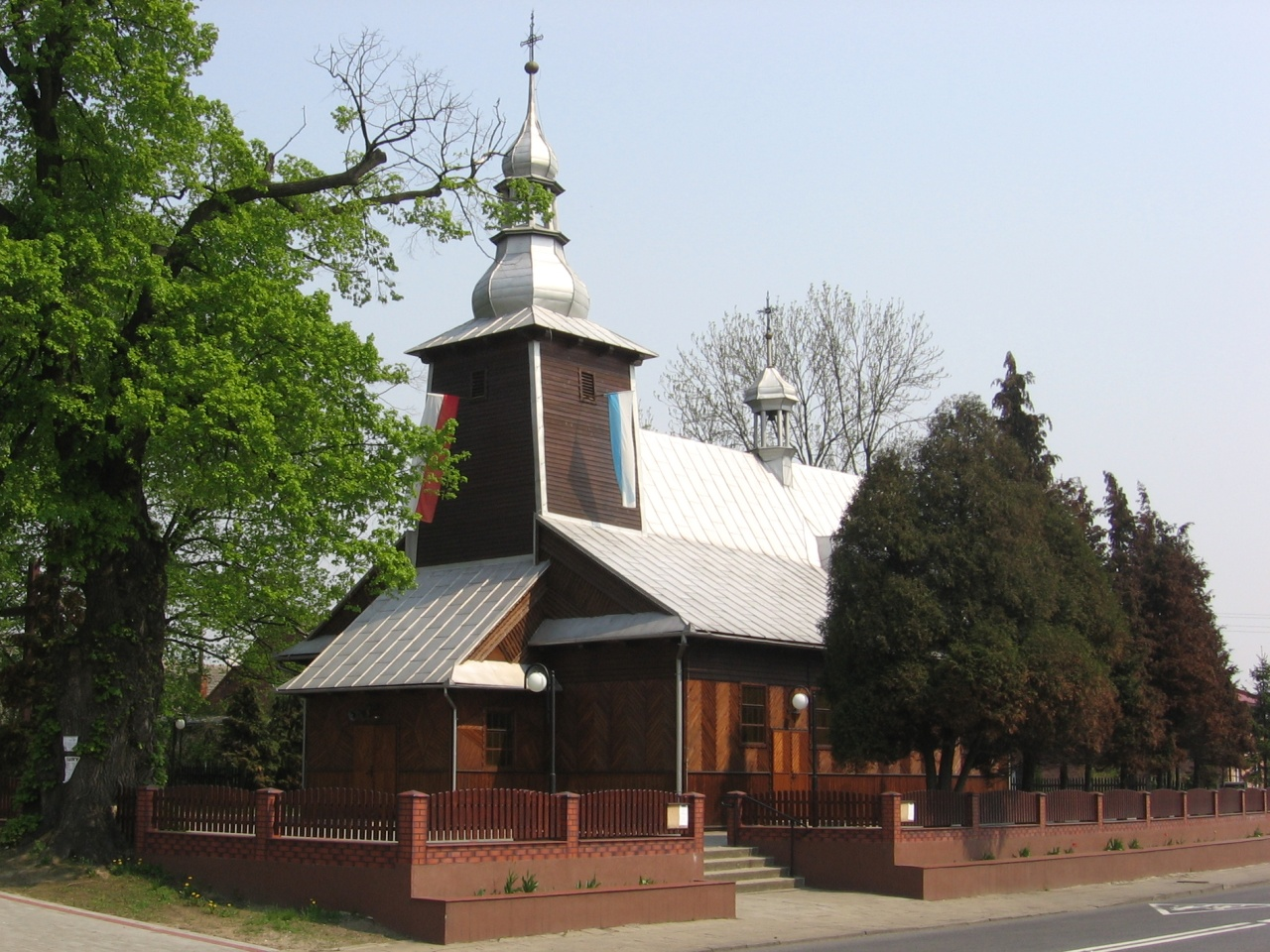
Kerk